# كابشغاي
كابشغاي (بالكازاخية:Қапшағай) هي مدينة تقع في إقليم ألماتي في كازاخستان. يمر من المدينة نهر إيلي عدد سكانها 61.643 نسمة حسب تقديرات 2018.